# Murilo Cerqueira
Murilo Cerqueira Paim, genannt Murilo Cerqueira, (* 27. März 1997 in São Gonçalo dos Campos) ist ein brasilianischer Fußballspieler.

## Karriere

### Verein

#### Cruzeiro EC
Murilo Cerqueira startete seine Laufbahn im Nachwuchsbereich vom Cruzeiro EC. Hier schaffte er 2017 den Sprung in den Profikader. Den ersten Einsatz für den A-Kader von Cruzeiro bekam Cerqueira in der Primeira Liga do Brasil 2017. Im Auswärtsspiel gegen den Joinville EC am 21. März 2017 stand er in der Startelf. Sein erstes Spiel in der Série A bestritt Cerqueira am 9. Juni 2017 im Auswärtsspiel gegen den EC Bahia. In dem Spiel wurde er in der 32. Minute für Ramón Ábila eingewechselt. Bereits in seiner ersten Saison als Profi, konnte Cerqueira mit dem Copa do Brasil 2017 seinen ersten Titel gewinnen. Hierbei bestritt er fünf Einsätze. Ein Tor erzielte er dabei nicht.
Im Dezember 2017 wurde bekannt, dass Benfica Lissabon Interesse an Murilo Cerqueira hat. Benfica soll bereit sein für den Spieler ein Gebot von fünf Millionen Euro abzugeben. Bereits im Oktober des Jahres hatte Atalanta Bergamo vier Millionen geboten, welches ablehnt wurde. Cruzeiro hält 80 % der Transferrechte an Murilo Cerqueira, welcher bei dem Klub einen Vertrag bis Ende 2021 hat. Als Mindestforderung soll Cruzeiro eine Ablöse von acht Millionen Euro verlangen.
In der Saison 2018 erlitt Cerqueira eine Schulterverletzung, wegen derer er im November operiert werden musste. Hierdurch fiel er fünf Spieltage vor Saisonende bis zum Ende dieser aus. Seinen ersten Einsatz nach der Verletzung bestritt er am 23. Januar 2019 in der Staatsmeisterschaft von Minas Gerais.

#### Lokomotive Moskau
Im Juni 2019 wurde Murilo Cerqueiras Wechsel zu Lokomotive Moskau bekannt. Der Kontrakt erhielt eine Laufzeit über fünf Jahre. Die Transfersumme betrug ca. elf Millionen Real. Cruzeiro standen von der Summe 75 % zu. Sein erstes Pflichtspiel für Lok Moskau bestritt Cerqueira am 6. Juli 2019 im Supercup gegen Zenit Sankt Petersburg. Bei dem 3:2-Sieg seines Klubs stand er in der Startelf. Sein Debüt in der Premjer-Liga gab er am 15. Juli 2019, dem ersten Spieltag der Saison 2019/20. Auch im Heimspiel gegen Rubin Kasan war er Teil der Anfangsformation. Die europäische Fußballbühne betrat Cerqueira in der UEFA Champions League 2019/20. Das Gruppenspiel gegen Bayer 04 Leverkusen auswärts am 18. September 2019 konnte sein Klub mit 2:1 gewinnen. In der Saison 2020/21 konnte Cerqueira mit Lok den Pokal gewinnen. Dabei kam er in zwei Spielen (ein Tor) zum Einsatz.

#### Palmeiras
Im Januar 2022 kehrte Cerqueira in seine Heimat zurück. Hier unterzeichnete er bei der SE Palmeiras einen Kontrakt bis Ende 2026. Bei Palmeiras traf er auf Mayke und Rony, mit welchen er bereits im Jugendkader von Cruzeiro zusammenspielte. Sein erstes Pflichtspiel für den Klub in der Staatsmeisterschaft von  São Paulo. Am 23. Januar 2022 traf Palmeiras auswärts auf Grêmio Novorizontino. In dem Spiel wurde er in der 77. Minute für Luan Garcia eingewechselt. Im Heimspiel gegen AA Ponte Preta vier Tage später zuhause, stand Cerqueira in der Startelf und steuerte beim 3:0–Erfolg den ersten Treffer bei. Diesen erzielte er in der 9. Minute nach Vorlage von Zé Rafael. Im November des Jahres konnte Cerqueira mit Palmeiras deren elften nationalen Meistertitel feiern.

### Nationalmannschaft
Am 1. April 2016 erhielt Cerqueira eine Berufung in die Vorauswahl des Kaders für die brasilianische U-20 für die U-20-Fußball-Südamerikameisterschaft 2017. Er fand bei der Berufung für den eigentlichen Kader dann aber keine Berücksichtigung.
Beim Turnier von Toulon für Nachwuchsspieler 2019 war Cerqueira Teil der Mannschaft. Zum Gewinn des Titels in dem Wettbewerb trat er in vier Spielen an.
Anfang März 2024 wurde Cerqueira durch Nationaltrainer Dorival Júnior für Freundschaftsspiele des A-Kaders am 23. und 26. des Monats gegen England und Spanien berufen.

## Erfolge
Cruzeiro
- Copa do Brasil: 2017, 2018
- Staatsmeisterschaft von Minas Gerais: 2018, 2019

Lokomotive Moskau
- Russischer Fußball-Supercup: 2019
- Russischer Fußballpokal: 2020/21

Palmeiras
- Staatsmeisterschaft von São Paulo: 2022, 2023, 2024
- Recopa Sudamericana: 2022
- Campeonato Brasileiro de Futebol: 2022, 2023
- Supercopa do Brasil: 2023

Nationalmannschaft U-22
- Turnier von Toulon: 2019

## Auszeichnungen
- Prêmio Craque do Brasileirão – Mannschaft der Saison: 2022[15]
- Bola de Prata – Mannschaft des Jahres: 2022[16], 2023[17]